# SNCF X 2720

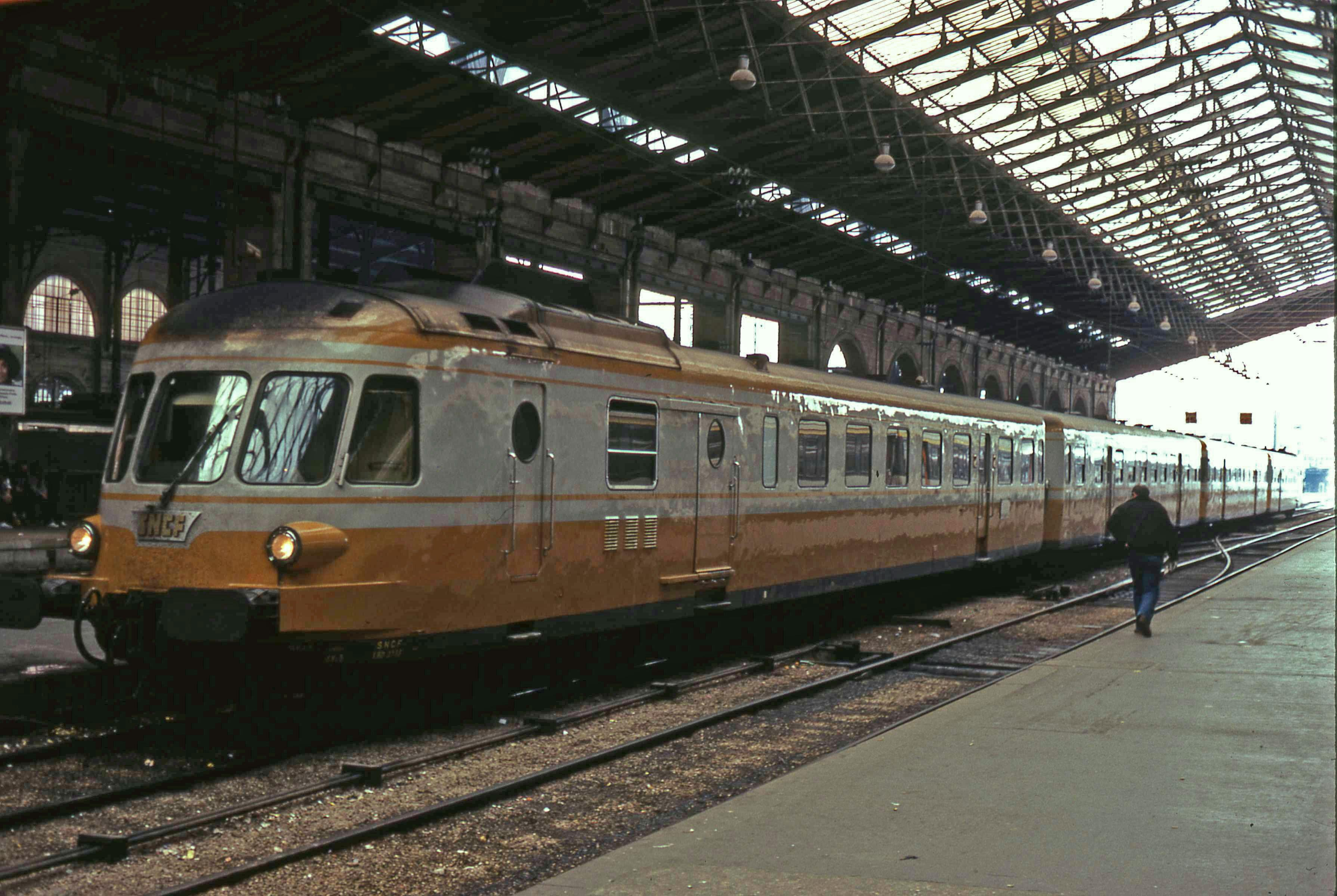
Ein X 2720 im Pariser Bahnhof Gare du Nord, 1980

Die Baureihe X 2720 ist ein einmotoriger Dieseltriebwagen der französischen Staatsbahn SNCF. Mit der zweimotorigen Baureihe X 2700 (RGP2) zählt sie als RGP1 zu den als „Rames à grand parcours“ (RGP) bezeichneten Ferntriebwagen für den Langstreckenverkehr.

## Geschichte

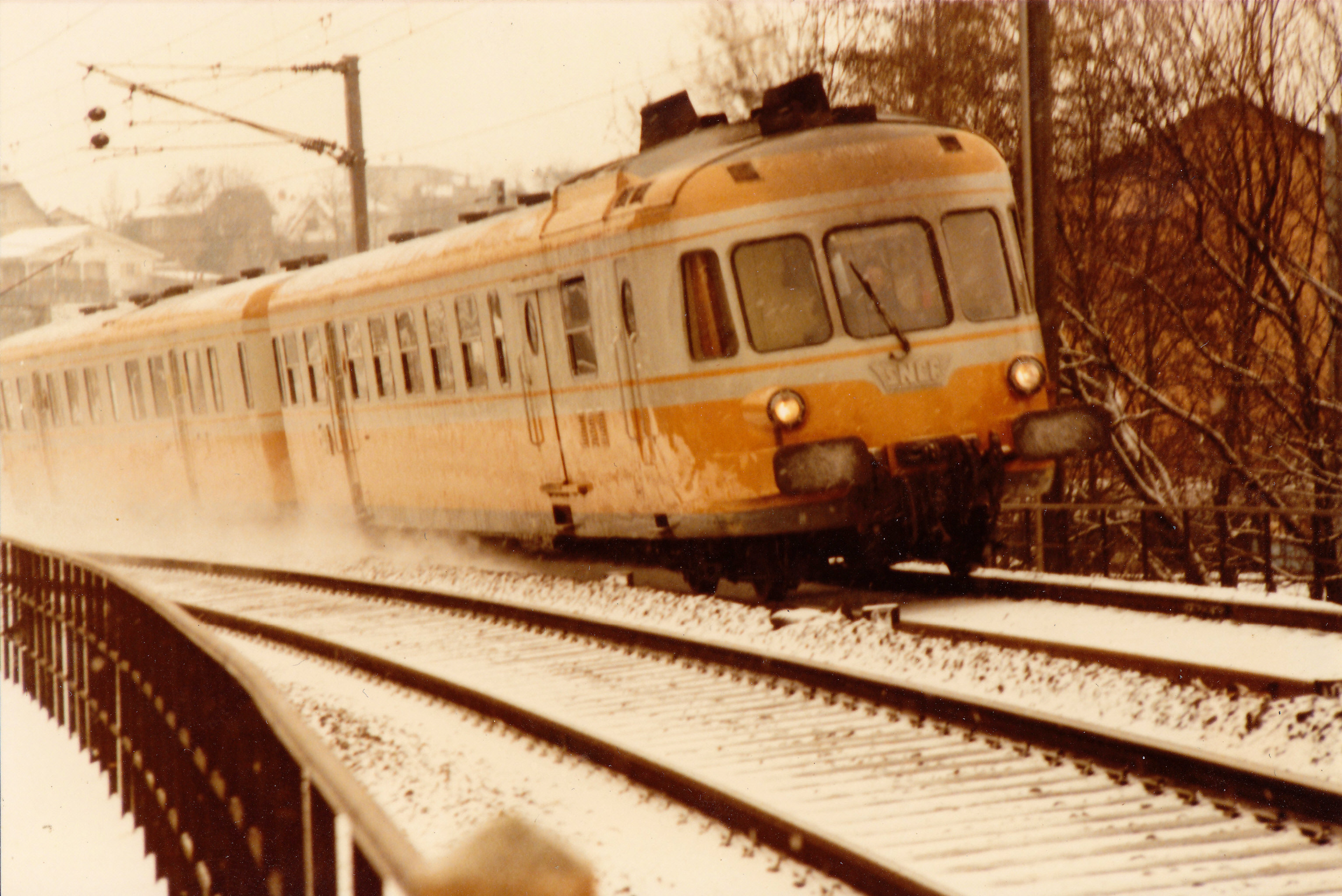
Ein X 2720 in Montbéliard, 1985

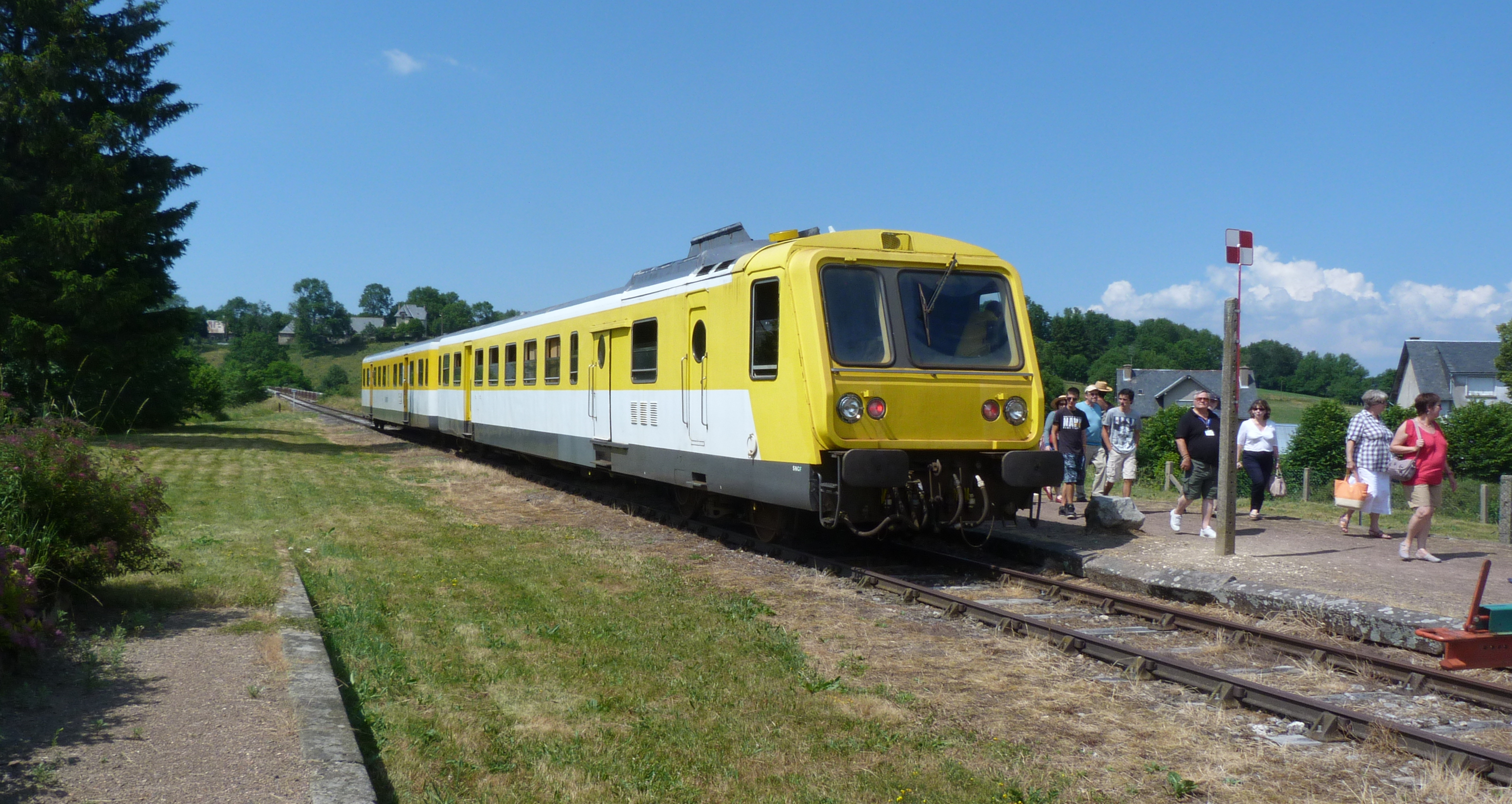
Ein X 2720 mit umgestalteter Front als Gentiane express in Riom-ès-Montagnes, 2013

Die 18 ursprünglich gebauten Fahrzeuge der Baureihe wurden 1955 und 1956 von De Dietrich und SACM geliefert, sie erhielten die Betriebsnummern X 2721 bis X 2738. Für das Design zeichnete Paul Arzens verantwortlich. Die Züge aus einem Triebwagen und einem passenden Steuerwagen (XR 7721 bis XR 7738) wiesen zunächst nur die erste Wagenklasse auf, im Steuerwagen gab es eine Küche. In der ursprünglichen Farbgebung Hellgrün, Creme und Grau, die ihnen den Beinamen „Lézards verts“ (Grüne Eidechsen) einbrachte, waren sie dem Fernverkehr auf den nicht elektrifizierten Strecken vorbehalten. Trieb- und Steuerwagen waren durch einen Faltenbalg miteinander verbunden. Die senkrechten Stirnseiten der Steuerwagen, die sich deutlich von denen der Triebwagen unterschieden, wiesen eine mittige Übergangstür auf. Häufig fuhren zwei dieser Einheiten Heck an Heck gekuppelt, sodass sich an beiden Zugenden ein Triebwagen befand.
Die X 2720 kamen auch über die Grenze nach Deutschland, z. B. 1956 als FT 1101 zwischen Metz und Frankfurt am Main. Nach und nach verloren sie die hochwertigen Reisezugdienste und teilten sich mit der im mechanischen Teil identischen Baureihe X 2800 regionale Aufgaben in den Regionen Auvergne, Lorraine und Rhône-Alpes. Bei Umbauten im Zeitraum 1972 bis 1975 wurde das Küchenabteil entfernt bzw. – bei den XR 7723–24 und XR 7729–30 – in eine Bar verwandelt. Zudem wurde die zweite Wagenklasse eingeführt, wodurch die Gesamtzahl der Sitzplätze von 112 auf 128 anstieg. Sämtliche Fahrzeuge der Baureihe wurden dem Erscheinungsbild der Turbotrains des Typs RTG angepasst und in die Farben Sonnengelb und Grau umgespritzt.
Nach einem Beschluss von 1984, die Triebwagen im neu eingerichteten TER-System einzusetzen, wurden sie zwischen 1985 und 1992 grundlegend umgebaut. Im Ausbesserungswerk Bordeaux erhielten sie einen neuen Führerstand. Die Front wurde in Anlehnung an die Baureihe X 2200 vollkommen umgestaltet, um eine erhöhte Sicherheit für den Triebfahrzeugführer zu erreichen. Die Inneneinrichtung wurde an die Baureihe Z2 angeglichen.
Zwischen 1999 und 2006 wurde der überwiegende Teil der X 2720 abgestellt. Die Fahrzeuge X 2725 und X 2726 laufen heute beim touristischen Gentiane express im Département Cantal. X 2723 ging an die Museumsbahn Train Touristique Etretat Pays de Caux, X 2731 kam zum Train Touristique de l’Ardèche Méridionale Viaduc 07.

### X 2770
Die quasi identischen 11 Triebwagen der Baureihe X 2770 (X 2771 bis X 2781) kamen in klimatisierten dreiteiligen Einheiten im TEE-Verkehr zum Einsatz, weshalb sie die TEE-Lackierung Bordeaux/Creme und für den grenzüberschreitenden Verkehr ein Drei- bzw. Vierlicht-Spitzensignal erhielten.
Nach dem Rückzug aus den TEE-Diensten wurden diese Fahrzeuge ab 1972 umgebaut, dabei weitgehend den Typen ETG und RTG angeglichen und zweiteilig in die Baureihe X 2720 eingegliedert. Die Küche wurde entfernt und ein 2.-Klasse-Bereich installiert, ihre Betriebsnummern änderten sich in X 2739 bis X 2749.

## Beschreibung
Jeder Triebwagen ist fest mit einem antriebslosen Bei- bzw. Steuerwagen der Baureihe XR 7700 gekuppelt, ein Gummiwulstübergang verbindet die beiden Wagenkästen. Die Fahrzeuge sind mehrfachtraktionsfähig, bis zu drei Einheiten können im Zugverband verkehren.
Der 52,7 t schwere Triebwagen (48,5 t vor dem Umbau zum TER) ist über Puffer 26,63 m lang, mit dem 26,05 m langen Steuerwagen ergibt sich eine Gesamtlänge von 52,68 m. Die Leistung des im Wagenkasten hinter dem Führerstand untergebrachten Zwölfzylinder-Viertakt-Dieselmotors des Typs MGO V 12 SH von SACM beträgt 426 kW. Er beschleunigt das Fahrzeug über ein hydromechanisches Vierganggetriebe bis zu einer Höchstgeschwindigkeit von 140 km/h.
Der Triebwagen weist in der Version TER 60 Sitzplätze, ausschließlich der 2. Klasse, auf. Der zweiklassige Steuerwagen verfügt über ein 24 Sitze umfassendes Abteil der 1. Wagenklasse.